# Reflex arcaic
Els reflexes arcaics o reflexes primaris són accions reflexes que presenten els nadons normals, però no adults neurològicament intactes, en resposta a un estímul. Aquests reflexes són suprimits pel desenvolupament dels lòbuls frontals a mesura que un nen passa normalment al desenvolupament infantil. Aquests reflexos arcaics també s'anomenen del nadó o del nounat.
Els nens més grans i els adults amb alguns trastorns neurològics (per exemple, persones amb paràlisi cerebral) poden conservar aquests reflexos i els reflexos arcaics poden reaparèixer en adults. La reaparició es pot atribuir a determinades condicions neurològiques, com ara la demència (especialment en un conjunt rar de malalties anomenades degeneracions frontotemporals), lesions traumàtiques i ictus. Un individu amb paràlisi cerebral i intel·ligència típica pot aprendre a suprimir aquests reflexos, però el reflex pot ressorgir en determinades condicions (és a dir, durant una resposta al sobresalt extrema). Els reflexes també es poden limitar a aquelles àrees afectades pel trastorn neurològic (és a dir, individus amb paràlisi cerebral que només afecta les cames conservant el signe de Babinski, però amb la parla normal); per a aquells individus amb hemiplegia, el reflex només es pot veure al peu del costat afectat.
Els reflexos arcaics es posen a prova principalment amb sospita de lesió cerebral o algunes demències com la malaltia de Parkinson amb l'objectiu d'avaluar el funcionament del lòbul frontal. Si no s'estan suprimint correctament, s'anomenen signes d'alliberament frontal. També s'estan investigant els reflexos arcaics atípics com a possibles indicadors primerencs de trastorns de l'espectre autista.
Els reflexos arcaics estan mediats per funcions del sistema extrapiramidal, que es perden a mesura que els tractes piramidals guanyen funcionalitat amb la mielinització progressiva. Poden reaparèixer en adults o nens amb pèrdua de funció del sistema piramidal per diverses raons. Tanmateix, amb l'aparició del mètode d'avaluació neurològica d'Amiel Tison, la importància de l'avaluació d'aquests reflexos en la població pediàtrica ha disminuït.

## Reflexes

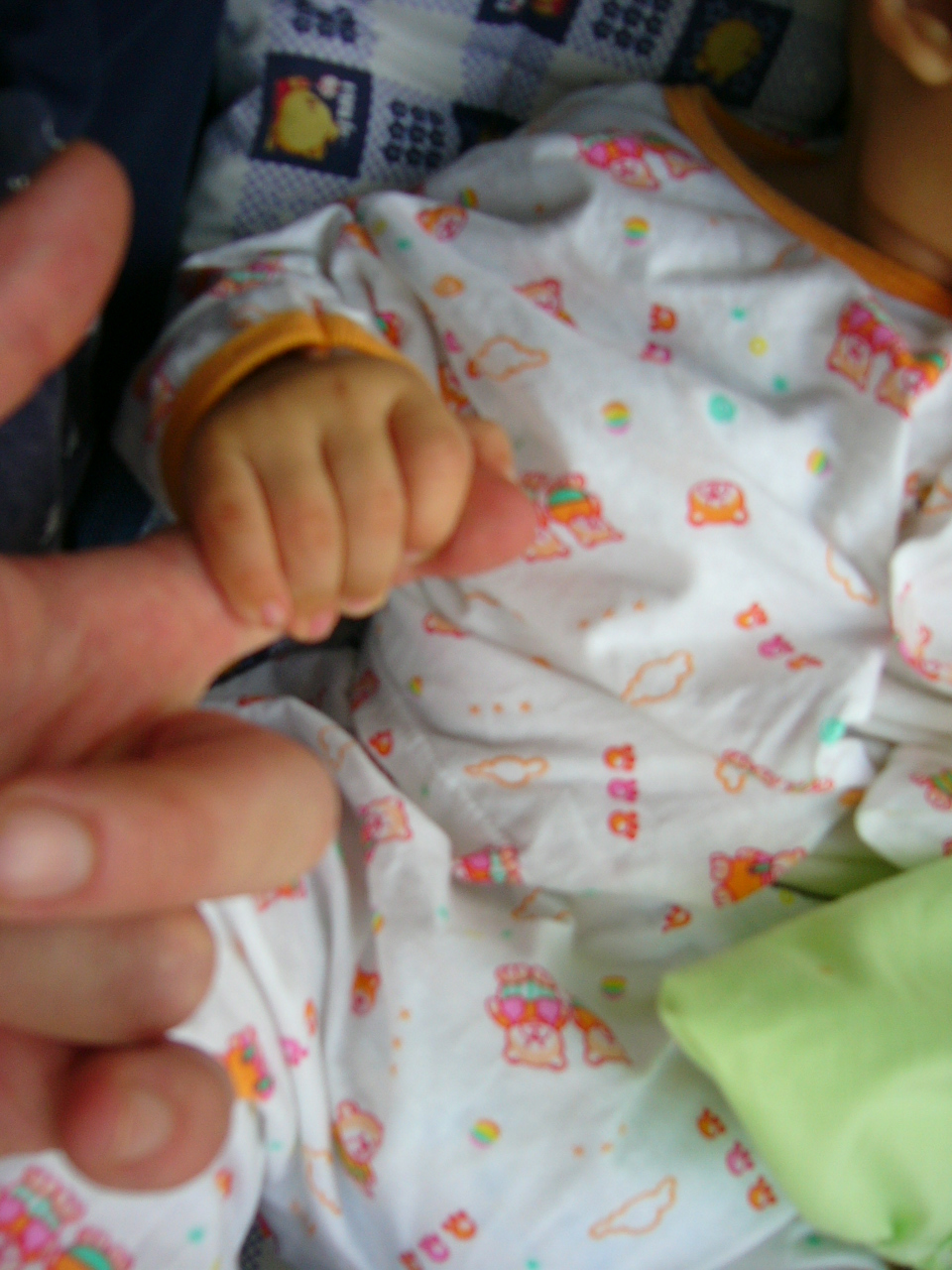
Reflex de prensió palmar

- El reflex de succió: es produeix un moviment de succió si posem en contacte amb els llavis del nadó un objecte qualsevol. (desapareix entre els tres i quatre mesos donant pas a la capacitat motora de la masticació)
- El reflex de cerca o dels punts cardinals: si estimulem suaument els voltants dels llavis amb algun objecte, el nadó realitzarà un moviment amb el cap seguint la direcció del punt estimulat.
- El reflex de prensió palmar i plantar: si estimulem el palmell de la mà o del peu amb un dit o un objecte, la reacció que tindrà el nadó serà la de flexionar i prémer els peus o els dits.
- El reflex plantar (habitualment en extensió o signe de Babinski): és un moviment del peu cap a dins, obrint els dits, produït quan toquem la planta del peu del nadó.
- El reflex de redreçament del cap: l'infant posat de bocaterrosa aixeca el cap, el manté recte un moment i després el deixa caure. (Aquest reflex desapareix cap als sis mesos quan té la capacitat d'aguantar el cap)
- El reflex de redreçament estàtic: si apliquem una pressió a la planta dels peus el nadó respon estirant les extremitats inferiors.
- El reflex de marxa automàtica: es produeix quan subjectem l'infant per sota els braços dret i inclinat cap endavant i recolzant-li els peus sobre una superfície plana, aleshores es produirà un moviment de les cames i dels peus semblant a l'acció de caminar.
- El reflex de Moro: el nadó separarà bruscament els braços i els tornarà a col·locar en la posició que estava si es canvia bruscament la seva posició o sent un cop fort.